# Paride Andreoli
Paride Andreoli (* 15. September 1956) ist ein san-marinesischer Politiker.
Andreoli ist diplomierter Rechnungsprüfer und bei der Banco di San Marino beschäftigt.
Er trat 1972 in den Partito Socialista Sammarinese ein, von 1984 bis 1988 gehörte er dem Gemeinderat (Giunta di Castello) von Borgo Maggiore an. Von 1993 bis 1999 war er Vizesekretär des PSS. 1988 wurde er erstmals ins san-marinesische Parlament, den Consiglio Grande e Generale, gewählt. Seitdem gehört er dem Parlament an, bis 2005 als Abgeordneter des PSS. Von 1993 bis 2001 war Andreoli Vertreter San Marinos in der Parlamentarischen Versammlung des Europarates. In der 14. Legislaturperiode von 1998 bis 2001 war er Fraktionsvorsitzender des PSS. 2005 vereinigte sich der PSS mit dem Partito dei Democratici zum Partito dei Socialisti e dei Democratici. Andreoli errang bei der Parlamentswahl 2006 den ersten Platz auf der Liste der PSD. 2008 zog er erneut für die PSD ins Parlament ein. In der Legislaturperiode von 2008 bis 2012 war er Mitglied des Consiglio dei XII. Andreoli trat 2009 aus dem PSD aus und gehörte mit sieben weiteren Mitgliedern des Consiglio Grande e Generale zu den Gründern des Partito Socialista Riformista Sammarinese. Er wurde Parteipräsident. Im Mai 2012 vereinigte sich der PSRS mit dem Nuovo Partito Socialista zum Partito Socialista. Andreoli war bis zur Parlamentswahl im November einer der Ko-Vorsitzenden. 2012 wurde er erneut ins Parlament gewählt und ist Fraktionsvorsitzender der PS und Mitglied der Parlamentarischen Versammlung des Europarats.
Andreoli war zweimal Staatsoberhaupt (Capitano Reggente) von San Marino, von Oktober 1993 bis April 1994 gemeinsam mit Gian Luigi Berti und erneut von April bis Oktober 1997 gemeinsam mit Pier Marino Mularoni. 2001 wurde Andreoli Minister für Tourismus, Handel und Sport (Segretario di Stato per il Turismo, il Commercio e lo Sport, ab Dezember 2002 Segretario di Stato per il Turismo, il Commercio e lo Sport e i Trasporti). Bei der Regierungsumbildung Ende 2003 wurde er Minister für Arbeit, Tourismus, Sport und Post (Segretario di Stato per il Lavoro e la Cooperazione, il Turismo, lo Sport e le Poste). Von 2006 bis 2007 war er Minister für Tourismus, Sport, Telekommunikation, Transport und wirtschaftliche Zusammenarbeit (segretario di Stato per il Turismo, lo Sport, le Telecommunicazioni, i Trasporti e la Cooperazione Economica).
Andreoli ist verheiratet und Vater eines Sohnes.